# Shikohabad
Shikohabad là một thành phố và là nơi đặt ban đô thị (municipal board) của quận Firozabad thuộc bang Uttar Pradesh, Ấn Độ.

## Địa lý
Shikohabad có vị trí 27°06′B 78°36′Đ / 27,1°B 78,6°Đ Nó có độ cao trung bình là 163 mét (534 feet).

## Nhân khẩu
Theo điều tra dân số năm 2001 của Ấn Độ, Shikohabad có dân số 88.075 người. Phái nam chiếm 53% tổng số dân và phái nữ chiếm 47%. Shikohabad có tỷ lệ 65% biết đọc biết viết, cao hơn tỷ lệ trung bình toàn quốc là 59,5%: tỷ lệ cho phái nam là 71%, và tỷ lệ cho phái nữ là 58%. Tại Shikohabad, 15% dân số nhỏ hơn 6 tuổi.